# Pilostyles glomerata
Pilostyles glomerata är en tvåhjärtbladig växtart som beskrevs av Joseph Nelson Rose. Pilostyles glomerata ingår i släktet Pilostyles och familjen Apodanthaceae. Inga underarter finns listade i Catalogue of Life.